# Пандульф II (князь Салернський)
Пандульф (італ. Pandolfo; †13 липня 982), князь Салернський (981—982). Його батьком був могутній князь Беневентський Пандульф Залізна Голова.
Після смерті батька його об'єднане князівство розділилось на дві частини і Пандульф II став правити князівством Салернським, тоді як його брат Ландульф IV отримав Беневенто та Капую. Проти юного Пандульфа II виступив герцог Амальфійський Мансо, який захопив князівський престол. Пандульф II приєднався до війська імператора Священної Римської імперії Оттона II в Калабрії та загинув у битві під Стіло з сарацинами.